# Ла-Міньйоса
Ла-Міньйоса (ісп. La Miñosa) — муніципалітет в Іспанії, у складі автономної спільноти Кастилія-Ла-Манча, у провінції Гвадалахара. Населення — 38 осіб (2010).
Муніципалітет розташований на відстані близько 110 км на північний схід від Мадрида, 65 км на північ від Гвадалахари.
На території муніципалітету розташовані такі населені пункти: (дані про населення за 2010 рік)
- Каньямарес: 13 осіб
- Ла-Міньйоса: 4 особи
- Нааррос: 10 осіб
- Тордельйосо: 11 осіб

## Демографія
Динаміка населення (INE ):